# 蒂夫·尼德爾
蒂夫·尼德爾（英語：Tiff Needell，1951年10月29日—），英國賽車手、電視節目主持人，以主持《汽車大排擋》（Fifth Gear）而聞名。

## 賽車生涯
尼德爾於1970年在布兰兹哈奇赛道學習賽車，及後晉升至福特方程式，他的蓮花69FF賽車為他贏得《汽車運動雜誌》所舉辦的賽事。他之後將蓮花69FF賣掉，並購入一輛埃爾登Mk10（Elden Mk10）。他之後再轉駕克羅斯萊25F（Crosslé 25F），此舉令他的福特方程式生涯達至頂峰，並令他在肯特信使FF錦標賽（Kent Messenger FF Championship）的賽季還剩下一半時已經奪標。彪炳的成績獲麥金斯特里車隊（McKinstry Racing）的青睞，資助了他部分費用在福特方程式2000錦標賽出賽。他以壓倒性的成績完全支配了該錦標賽，並成功晉身三級方程式。

## 電視節目主持人
尼德爾於1987年開始在BBC主持《英国疯狂汽车秀》（Top Gear），節目於2001年被腰斬，他便連同整隊工作人員到第五台開創《汽車大排擋》。有見及此，BBC找來杰里米·克拉克森（Jeremy Clarkson）、詹姆斯·梅（James May）和理查德·哈蒙德（Richard Hammond）於2002年重新開始製作《英国疯狂汽车秀》，以搶回收視。

## 外部連結
- Tiff Needell在互联网电影资料库（IMDb）上的資料（英文）
- 官方网站
- interview on Mitzi TV, "Baby You Can Drive My Car" （页面存档备份，存于）